# الموسوعة البربرية
الموسوعة البربرية هي موسوعة باللغة الفرنسية تهتم بالأمور المتعلقة بالأمازيغ. أنشئت سنة 1984 تحت إشراف اليونسكو و نشرت تحت طبعة إديسود. كان المشرف على الموسوعة سالم شاكر أستاذ اللغة الأمازيغية بمعهد اللغات و الحضارات الشرقية بباريس.

## روابط خارجية
- Encyclopédie berbère by Gabriel Camps (French)
- Official site. Many free readable volumes (pdf)